# Лузиландия

Лузиландия на карте штата.

Лузиландия (порт. Luzilândia) — муниципалитет в Бразилии, входит в штат Пиауи. Составная часть мезорегиона Север штата Пиауи. Входит в экономико-статистический микрорегион Байшу-Парнаиба-Пиауиенси. Население составляет 24 721 человек на 2010 год. Занимает площадь 704,347 км². Плотность населения — 35,10 чел./км².

## Демография
Согласно сведениям, собранным в ходе переписи 2010 г. Национальным институтом географии и статистики (IBGE), население муниципалитета составляет:
| Полное население                               | Полное население                               | Полное население                               | Полное население                               | 24 721 |
| ---------------------------------------------- | ---------------------------------------------- | ---------------------------------------------- | ---------------------------------------------- | ------ |
| в том числе:                                   | Городское население                            | 13 268                                         | Процент городского населения, %                | 53,67  |
|                                                | Сельское население                             | 11 453                                         | Процент сельского населения, %                 | 46,33  |
|                                                | Мужское население                              | 12 405                                         | Процент мужского населения, %                  | 50,18  |
|                                                | Женское население                              | 12 316                                         | Процент женского населения, %                  | 49,82  |
| Плотность населения, чел/км²                   | Плотность населения, чел/км²                   | Плотность населения, чел/км²                   | Плотность населения, чел/км²                   | 35,10  |
| Население муниципалитета в % к населению штата | Население муниципалитета в % к населению штата | Население муниципалитета в % к населению штата | Население муниципалитета в % к населению штата | 0,79   |

По данным оценки 2016 года, население муниципалитета составляет 25 049 жителей.

## История
Город основан в 1870 году.

## Статистика
- Валовой внутренний продукт на 2003 год составляет 33 102 108 реалов (данные: Бразильский институт географии и статистики).
- Валовой внутренний продукт на душу населения на 2003 год составляет 1413,59 реалов (данные: Бразильский институт географии и статистики).
- Индекс развития человеческого потенциала на 2000 год составляет 0,564 (данные: Программа развития ООН).

## География
Климат местности: жаркий.